# Código Gray
El código binario reflejado o código Gray, nombrado así en honor del investigador Frank Gray, es un sistema de numeración binario en el que dos números consecutivos difieren solamente en uno de sus dígitos.
El código Gray fue diseñado originalmente para prevenir señales ilegales (señales falsas o viciadas en la representación) de los switches electromecánicos, y actualmente es usado para facilitar la corrección de errores en los sistemas de comunicaciones, tales como algunos sistemas de televisión por cable y la televisión digital terrestre.

## Código Gray
El investigador de Laboratorios Bell, Frank Gray inventó el término código binario reflejado cuando lo patentó en 1947, remarcando que éste «no tenía nombre reconocido aún». Él creó el nombre basándose en el hecho de que el código «puede ser construido a partir del código binario convencional por una suerte de "proceso reflejante"».
El código fue llamado posteriormente «Gray» por otros investigadores. Dos patentes en 1953 dieron como nombre alternativo «código de Gray» para el «código binario reflejado»; una de ellas también se refiere al código como "minimum error code" (código de error mínimo) y como "cyclic permutation code" (código de permutación cíclica).

## Historia y aplicaciones prácticas
El código binario reflejado fue aplicado para acertijos matemáticos antes de ser usado para la ingeniería. El ingeniero francés Émile Baudot le dio una aplicación al código de Gray en 1878 en telegrafía, trabajo por el cual fue condecorado con la Legión de Honor.
El código Gray es atribuido en algunas ocasiones, en forma incorrecta, a Elisha Gray (en Principles of Pulse Code Modulation, K. W. Cattermole, por ejemplo).
Hasta la primera mitad de los años 1940 los circuitos lógicos digitales se realizaban con válvulas de vacío y dispositivos electromecánicos. Los contadores necesitaban potencias muy elevadas a la entrada y generaban picos de ruido cuando varios bits cambiaban simultáneamente. Tomando esto en cuenta, Frank Gray inventó un método para convertir señales analógicas a grupos de código binario reflejado utilizando un aparato diseñado con válvulas de vacío, con lo cual garantizó que en cualquier transición variaría tan sólo un bit.
En la actualidad, el código Gray se emplea como parte del algoritmo de diseño de los mapas de Karnaugh, los cuales son, a su vez, utilizados como «herramienta de diseño» en la implementación de circuitos combinacionales y circuitos secuenciales. La vigencia del código Gray se debe a que un diseño digital eficiente requerirá transiciones más simples y rápidas entre estados lógicos (0 o 1), por ello es que se persiste en su uso, a pesar de que los problemas de ruido y potencia se hayan reducido con la tecnología de estado sólido de los circuitos integrados.
Utilizando el código Gray es posible también resolver el problema de las Torres de Hanói. Se puede incluso formar un ciclo hamiltoniano o un hipercubo, en el que cada bit se puede ver como una dimensión.
Debido a las propiedades de distancia de Hamming que posee el código Gray, es usado en ocasiones en algoritmos genéticos.

## Motivación
Las computadoras antiguas indicaban posiciones abriendo y cerrando interruptores. Utilizando tres interruptores como entradas usando Base 2, estas dos posiciones estarían una después de la otra:
```
010
011
100
101
```

El problema con el código binario en base 2 es que con interruptores mecánicos, es realmente difícil que todos los interruptores cambien al mismo tiempo. En la transición de los dos estados mostrados arriba, tres interruptores cambian de sitio. En el lapso en el que los interruptores están cambiando, se pueden presentar salidas de información espurias. Si las salidas mencionadas alimentan un circuito secuencial, probablemente el sistema presentará un error en entrada de datos.
El código gray resuelve este problema cambiando solamente un dígito a la vez, así que no existe este problema:
```
Decimal Gray Binario
   0	 000	000
   1	 001	001
   2	 011	010
   3	 010	011
   4	 110	100
   5	 111	101
   6	 101	110
   7	 100	111
```

Hay que tener en cuenta que para convertir de binarios a Gray los valores que deben ser sumados en base 2 toman los siguientes valores 1+1=0, 0+0=0, 1+0=1 y 0+1=1; esta operación de forma vertical como se muestra en el siguiente ejemplo:
```
1010
 101
0

----

1111
```

Nótese que desde el 7 podría pasar a 0 con un solo cambio de switch (el más significativo pasa a cero). Esta es la propiedad llamada "cíclica" del código de Gray.

## Conversiones
| Secuencia | Binario | Gray |  | Secuencia | Binario | Gray |
| --------- | ------- | ---- |  | --------- | ------- | ---- |
| 0         | 0000    | 0000 |  | 8         | 1000    | 1100 |
| 1         | 0001    | 0001 |  | 9         | 1001    | 1101 |
| 2         | 0010    | 0011 |  | 10        | 1010    | 1111 |
| 3         | 0011    | 0010 |  | 11        | 1011    | 1110 |
| 4         | 0100    | 0110 |  | 12        | 1100    | 1010 |
| 5         | 0101    | 0111 |  | 13        | 1101    | 1011 |
| 6         | 0110    | 0101 |  | 14        | 1110    | 1001 |
| 7         | 0111    | 0100 |  | 15        | 1111    | 1000 |

### Base 2a Gray
Para convertir un número binario (en Base 2) a código Gray, simplemente se le aplica una operación XOR con el mismo número desplazado un bit a la derecha, sin tener en cuenta el acarreo.
Ejemplo: 1010 (Base 2) a gray
```
1010
 101
0

----

1111
```

Otros ejemplos 0111(Base 2) a gray :
```
0111
 011
1

------

0100
```

```
110101010001
 11010101000
1

------------

101111111001
```

### Gray aBase 2
Definimos un vector {\displaystyle g} conteniendo los dígitos en gray y otro vector {\displaystyle b} destinado a contener los dígitos en Base 2
- {\displaystyle g_{0}} es el dígito que se encuentra en el extremo izquierdo de la representación en código gray

- {\displaystyle b_{0}} es el dígito de mayor peso y que se encuentra en el extremo izquierdo en la representación en Base 2

Luego resulta que:
{\displaystyle b_{n+1}={g_{n+1}}\oplus {b_{n}}} con la excepción de que {\displaystyle b_{0}=g_{0}}, la cual se puede resumir como:

Ejemplo
Con el número {\displaystyle g=1001} en código Gray.

Lo primero es decir que: {\displaystyle b_{0}=g_{0}}, por lo que para este caso: {\displaystyle b_{0}=1}. Luego siguiendo con el algoritmo: {\displaystyle b_{n+1}={g_{n+1}}\oplus {b_{n}}} resulta que:

{\displaystyle b_{0}=g_{0}=1}

{\displaystyle b_{1}={g_{1}}\oplus {b_{o}}=0\oplus 1=1}

{\displaystyle b_{2}={g_{2}}\oplus {b_{1}}=0\oplus 1=1}

{\displaystyle b_{3}={g_{3}}\oplus {b_{2}}=1\oplus 1=0}

Esto da como resultado {\displaystyle b=1110}